# سمورة (مقاطعة)
مقاطعة سمورة أو صامورة (بالإسبانية: Zamora، ثامـورا) هي مقاطعة إسبانية تقع في شمال غرب الدولة، تقع ضمن حدود منطقة قشتالة وليون.
عاصمتها هي مدينة سمورة، تنقسم المقاطعة إلى 248 بلدية.

## الجغرافيا
تقع مقاطعة سمورة في شمال غرب إسبانيا تحدها من الشمال مقاطعة ليون، ومن الجنوب مقاطعة شلمنقة، ومن الشرق مقاطعة بلد الوليد، ومن الغرب مقاطعة أورينسي والبرتغال.
تبلغ مساحة مقاطعة سمورة 10.561 كم².

## الديموغرافيا
يبلغ عدد سكان مقاطعة سمورة 193.383 نسمة عام 2011 (وفقاً للمعهد الوطني للإحصاء الإسباني).
فيما يلي قائمة أكبر البلديات من حيث عدد السكان (بتاريخ 1 يناير 2011):
1. سمورة 65.525 نسمة
2. بينافينتي 19.187 نسمة
3. تورو 9.649 نسمة
4. موراليس ديل فينو 2.785 نسمة
5. فوينتيساوكو 1.909 نسمة
6. فيارالبو 1.884 نسمة
7. موراليخا ديل فينو 1.631 نسمة
8. فيالباندو 1.630 نسمة
9. بويبلا دي سانابريا 1.573 نسمة
10. سان كريستوبال دي إنتريفينياس 1.556 نسمة